# PrivacyIDEA
privacyIDEA ist ein mandanten- und Multi-Instanz-fähiges System zur Zwei-Faktor-Authentisierung. Es ist Open Source, in Python geschrieben und auf GitHub verfügbar.

## Einsatzgebiet
privacyIDEA fungiert als Backend für beliebige Applikationen (wie Web-Applikationen
wie ownCloud,
SSH, VPN) und kann somit klassische, proprietäre Zwei-Faktor-Authentifizierungssysteme wie bspw. RSA SecurID ersetzen.
Es unterstützt Single Sign-on mittels SAML. Mit Hilfe eines Credential Providers ist auch die Anmeldung mit zwei Faktoren an Windows-Desktops und Windows-Servern möglich.

## Installationsvarianten
privacyIDEA läuft als Applikation in einem Webserver auf Linux-Systemen.
Prinzipiell lässt es sich schnell und einfach installieren.
Neben Distributionen wie Debian, Ubuntu oder Red Hat ist es auch als App auf dem Univention Corporate Server verfügbar. Damit ermöglicht es auf einfache Weise Zwei-Faktor-Authentifizierung und Single Sign-On auf dem Univention Corporate Server.

## Authentisierungsgeräte
privacyIDEA unterstützt eine Vielzahl an Authentisierungsgeräten. Darunter Hardware-Token wie RSA SecurID, onespan digipass, Feitian C200, den YubiKey von Yubico, Nitrokey oder auch U2F-Geräte. Außerdem Smartphone-Apps nach HOTP und TOTP wie den Google Authenticator.

## Auszeichnung
privacyIDEA belegte im März 2016 den zweiten Platz beim Thomas-Krenn-Award.
privacyIDEA erhielt im Dezember 2016 den Open Source Business Award.

## Anwender
Das World Wide Web Konsortium (W3C) ist einer der bekannten Anwender von privacyIDEA.

## Release Early and Release often
privacyIDEA folgt dem Open-Source-Mantra release early and release often.